# Alcadafe
Alcadafe (posible del árabe «al-qudâf» o «al-qadus», o del griego «kadoj», vaso) es un recipiente de barro vidriado o sin vidriar cuyo uso original en la vajilla andalusí sólo se conservaba en el siglo XX en algunas bodegas y tabernas como lebrillo para recoger el líquido sobrante en la manipulación de los grifos del tonel.

## Tipología y uso

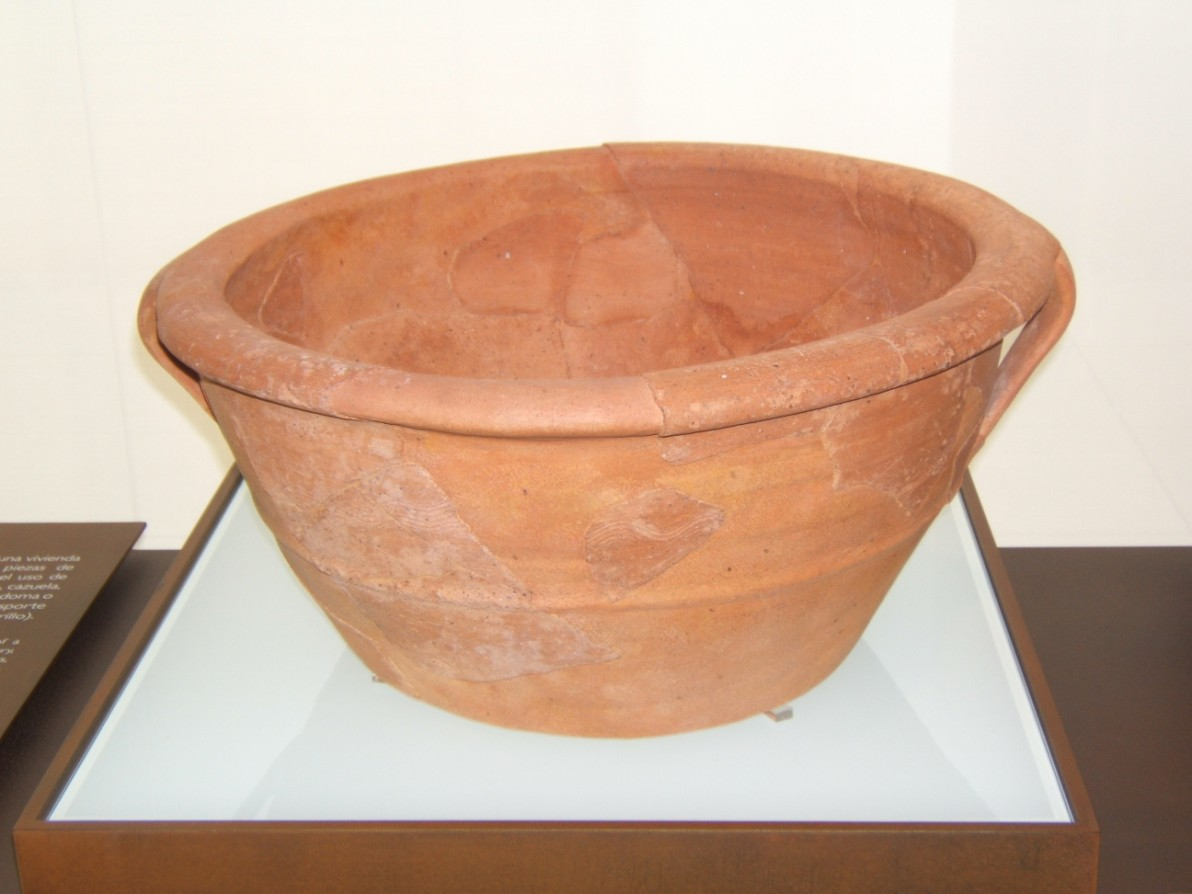
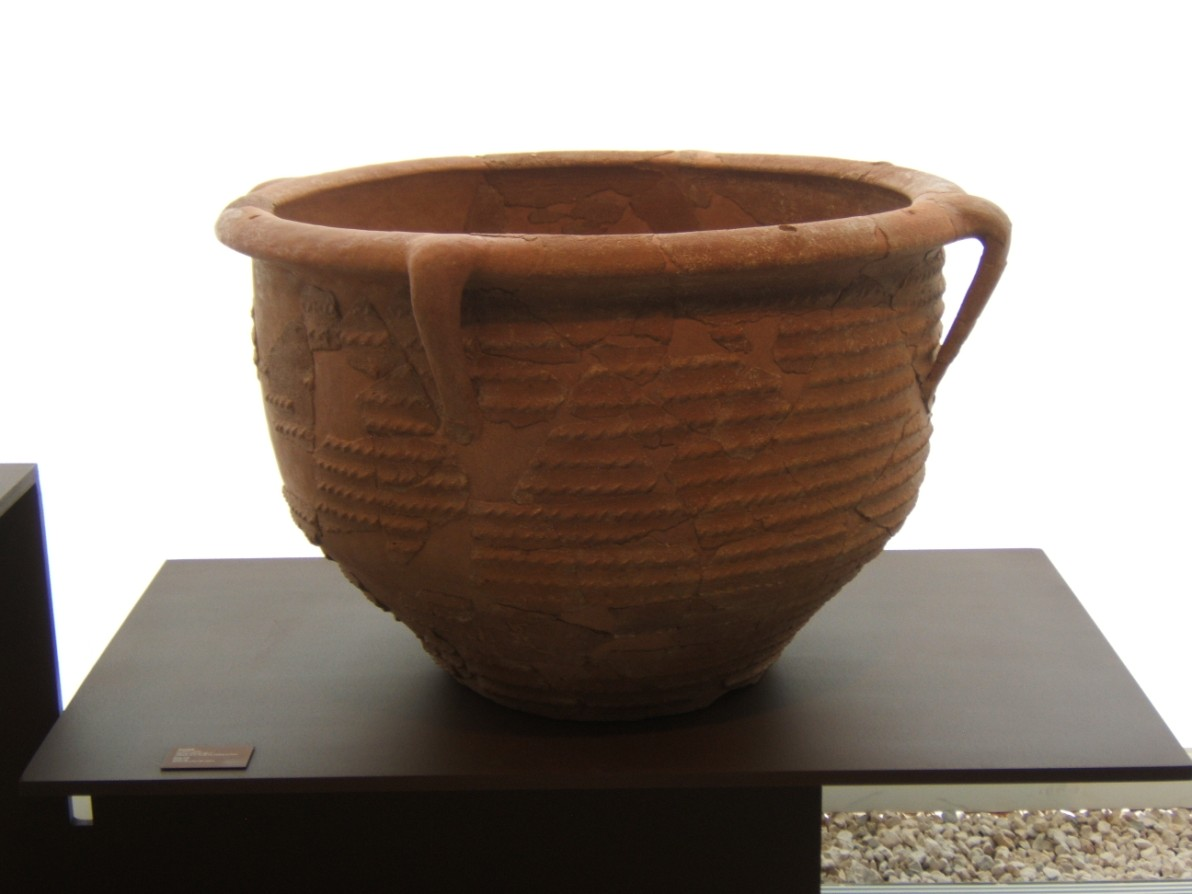

Dos modelos de alcadafe expuestos en el Museo arqueológico del yacimiento de la ciudad de Medina Azahara (Córdoba, España).
Catalogado como ladrillo (sic) de tabernero par recoger el vino del tonel en algunos manuales de términos de arqueología, y como vaso en otros estudios del campo arqueológico. También se han hallado ejemplares fabricados en otro tipo de materiales, como madera o piedra.
Hermano humilde del ataifor fue usado originalmente para diversas tareas domésticas, como lavar la vajilla, la ropa, amasar el pan, o como jofaina, el tipo de recipiente perduró en el mundo cristiano en forma de lebrillo, barreño o plato.